# Миртоцветни
Миртоцветните (Myrtales) са разред двусемеделни растения, част от основната група розиди.

## Семейства
- Alzateaceae
- Combretaceae
- Crypteroniaceae
- Heteropyxidaceae
- Lythraceae – Нарови, Блатиеви
- Melastomataceae
- Memecylaceae
- Myrtaceae – Миртови
- Oliniaceae
- Onagraceae – Върболикови
- Penaeaceae
- Psiloxylaceae
- Rhynchocalycaceae
- Vochysiaceae